# بيكا الهملايا
بيكا الهملايا هو نوع من الثدييات الصغيرة في الأسرة بيكا . ويوجد على ارتفاعات عالية في المناطق النائية في التبت، وربما أيضا في نيبال. ولقد صنفت IUCN هذه الأنواع بأنها من غير المهددة.